# Motilitate
Motilitatea reprezintă în biologie abilitatea (capacitatea) celulelor, organelor (cu mușchi netezi) etc. de a se contracta și a se relaxa în mod activ (singure). Trebuie făcută diferențiere în raport cu mobilitate, care definește proprietatea unui organ de a se mișca pasiv, adică mai exact exprimat: "de a putea fi mișcat".